# Uncinia leptostachya
Uncinia leptostachya är en halvgräsart som beskrevs av Etienne Fiacre Louis Raoul. Uncinia leptostachya ingår i släktet Uncinia och familjen halvgräs. Inga underarter finns listade i Catalogue of Life.